# توبلیه پری کومنو
توبلیه پری کومنو (اسلوونیایی: Tublje pri Komnu) یک منطقهٔ مسکونی در اسلوونی است که در Slovenian Littoral واقع شده‌است.

## خصوصیات
توبلیه پری کومنو ۲٫۹ کیلومترمربع مساحت و ۴۴ نفر جمعیت دارد و ۱۹۵٫۸ متر بالاتر از سطح دریا واقع شده‌است.